# غيورغ فون كوخلر
المارشال غيورغ كارل فريدريتش فيلهلم فون كوخلر (بالألمانية: Georg Karl Friedrich Wilhelm von Küchler) قائد عسكري ألماني خلال الحرب العالمية الثانية وحاصل على رتبة المشير (بالألمانية: Generalfeldmarschall) في 30 يونيو 1942 حيث قاد مجموعة الجيوش الشمالية أثناء حصار لينينغراد، أعتُقل من جانب القوات الأمريكية بعد نهاية الحرب العالمية الثانية وأُرسل لمحكمة نورنبيرغ فيما عُرف بمحكمة القيادة العليا وحُكم عليه يوم 27 أكتوبر 1948 بالسجن عشرين عاما غير أنه أُفرج عنه بعد ثمانية أعوام فقط لأسباب صحية وتقدمه في العمر.

## وصلات خارجية
- غيورغ فون كوخلر على موقع الموسوعة البريطانية (الإنجليزية)
- غيورغ فون كوخلر على موقع مونزينجر (الألمانية)